# Champagne-Vigny
Champagne-Vigny é uma comuna francesa na região administrativa da Nova Aquitânia, no departamento de Charente. Estende-se por uma área de 8,31 km². Em 2010 a comuna tinha 246 habitantes (densidade: 29,6 hab./km²).